# Kamistiaïat
Le Kamistiaïat est une rivière qui coule en Russie dans l'oblast de Tcheliabinsk, et au Kazakhstan dans l'oblys de Kostanaï. C'est un affluent de l'Aïat en rive gauche, donc un sous-affluent de l'Ob par l'Aïat, la Tobol puis l'Irtych.

## Géographie
Le Kamistiaïat, cours d'eau peu abondant, naît en Russie sur le rebord de l'extrême sud-est des monts Oural. Il coule globalement d'ouest en est. Sur une partie de son parcours, la rivière pénètre au Kazakhstan, puis matérialise la frontière entre les deux pays. Revenue en territoire russe, elle se jette en rive gauche dans l'Aïat, au niveau de la localité de Maslokovetsky.

## Villes traversées
Le Kamistiaïat ne baigne pas de localités de quelque importance.

## Hydrométrie - Les débits mensuels à Maslokovetsky
Le débit du Kamistiaïat a été observé pendant 27 ans (durant la période 1959-1985) à Maslokovetsky, petite localité de Russie située à 1,3 kilomètre de la confluence avec la rivière Aïat, à une altitude de 201 mètres. 
Le débit inter annuel moyen ou module observé à Maslokovetsky durant cette période était de 2,18 m3/s pour une surface de drainage observée de 2 950 km2, soit la totalité du bassin versant de la rivière.
La lame d'eau écoulée dans ce bassin se monte ainsi à 23,1 millimètres annuellement, ce qui est certes très modeste, mais satisfaisant dans le cadre des régions du piémont sud-est de l'Oural, caractérisées par un écoulement médiocre. 
Cours d'eau alimenté avant tout par la fonte des neiges, la Kamistiaïat a un régime nival. 
Les hautes eaux se déroulent au printemps, au mois d'avril, ce qui correspond au dégel et à la fonte des neiges. Au mois de mai, le débit s'effondre littéralement, et la chute se poursuit en juin, ce qui initie la période des basses eaux. Celle-ci a lieu de juin à février inclus. 
Le débit moyen mensuel observé en février (minimum d'étiage) est de 0,04 m3/s (40 litres), soit 2 millièmes du débit moyen du mois d'avril (21,1 m3/s), ce qui montre que l'amplitude des variations saisonnières de la rivière est extrêmement importante, même dans le contexte du sud du bassin de la Tobol, pourtant caractérisé par des écarts de débit mensuel élevés. Ces écarts peuvent être plus marqués encore d'après les années : sur la durée d'observation de 27 ans, le débit mensuel minimal a été de 0,00 m3/s à de nombreuses reprises entre juin et mars, tandis que le débit mensuel maximal s'élevait à 76,5 m3/s en avril 1985.   
En ce qui concerne le mois d'avril, dont le débit est chaque année responsable de l'essentiel du débit, la quantité minimale observée a été de 1,23 m3/s 1977, ce qui implique des années de très sévère sécheresse. 